# Chikkayemmiganur, Holalkere
Chikkayemmiganur là một làng thuộc tehsil Holalkere, huyện Chitradurga, bang Karnataka, Ấn Độ.